# David Ocampo
David Ocampo (ur. 14 lutego 1992) – meksykański lekkoatleta specjalizujący się w rzucie oszczepem.
W 2010 zdobył srebrny medal podczas mistrzostw Ameryki Środkowej i Karaibów juniorów. Brązowy medalista młodzieżowych mistrzostw strefy NACAC z 2012 oraz srebrny z 2014. 
Rekord życiowy: 80,29 (18 maja 2017, Tucson).

## Osiągnięcia
| Rok  | Impreza                                           | Miejsce       | Pozycja    | Wynik |
| ---- | ------------------------------------------------- | ------------- | ---------- | ----- |
| 2010 | Mistrzostwa Ameryki Środkowej i Karaibów juniorów | Santo Domingo | 2. miejsce | 63,44 |
| 2012 | Młodzieżowe mistrzostwa NACAC                     | Irapuato      | 3. miejsce | 70,17 |
| 2014 | Młodzieżowe mistrzostwa NACAC                     | Kamloops      | 2. miejsce | 75,28 |